# Бой без правил (фильм)
«Бой без правил» (англ.  Fighting) — драматический боевик 2009 года режиссёра Дито Монтиеля по сценарию Роберта Мюника и Монтиеля, в главных ролях Ченнинг Тейтум, Терренс Ховард и Луис Гусман. Мировая премьера состоялась 24 апреля 2009 года.

## Сюжет
В Нью-Йорке молодого афериста (Ченнинг Тейтум) знакомит с миром подпольных уличных боёв опытный мошенник (Терренс Ховард), который становится его менеджером в кулачных драках.

## В ролях
- Ченнинг Тейтум — Шон МакАртур
- Терренс Ховард — Харви Борден
- Луис Гусман — Мартинес
- Брайан Дж. Уайт — Эван Хейли
- Флако Наваха — Джавон Уилкинсон / Рэй Рэй
- Кунг Ле — Дракон Ли
- Сулай Энао — Сулай Валес
- Роджер Гуэнвёр Смит — Джек Дэнсинг
- Энтони Де Сандо — Кристофер Энтони
- Питер Тамбакис — Зи
- Майкл Ривера — Аякс